# 柿种

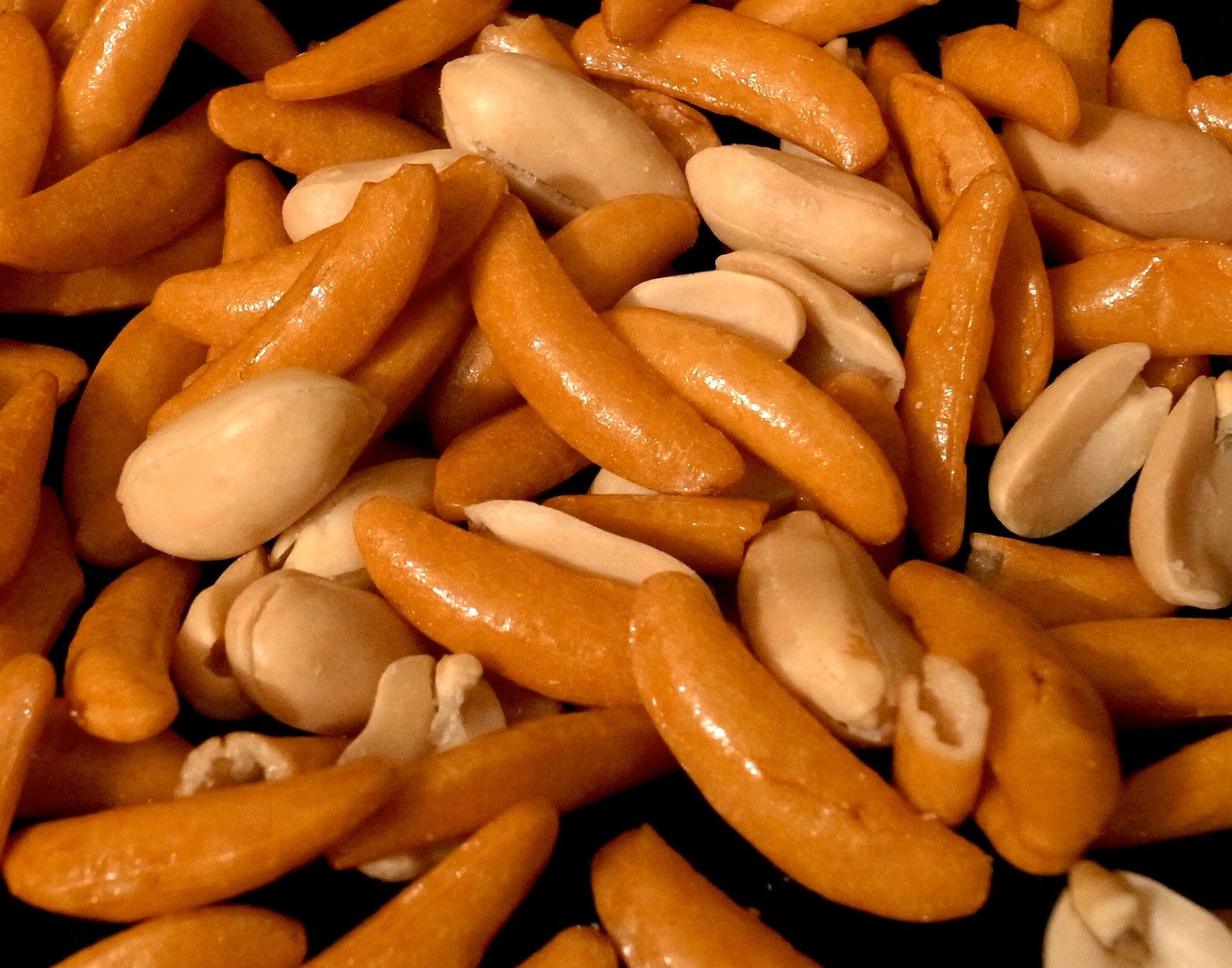
柿子种与花生米

柿种（柿の種），又称柿之种，是用精磨过的糯米或细切过的大米，在表面涂上酱油包裹所烧制成的米果食物。

## 概要
柿种是由新潟縣起源的煎饼米果的一种。在日本，作為乾口的下酒小吃，很受欢迎。特别是和花生米混在一起的“柿ピー”（日语中花生米的一种说法，是花生的英语peanut的直接音译ピーナッツ，所以“柿ピー”就是柿子种加上花生米的意思）。
柿种一般被酱油和辣椒等调味料染成红色，但也有添加色素的品种。色素以紅麴系列的红色较多，但美浓屋果子制造本铺等制造的柿子种，由于调味的关系使用焦糖，被焦糖染成黑色。
另外，还有盐、芥辣、巧克力、蛋黄酱、青海苔、芝士等味道的柿种。

## 製作方法
把糯米或大米，凿成粉末后蒸煮。然后再精磨，放入冰箱冷却凝固，凝固好后切成柿子种子的样子。等其干燥后，放进烤箱里加热烤制，使其鼓起到如柿子种子的模样。在柿子种的表面涂上调味剂，即完成。
和一般的煎饼一样，柿种容易受潮，所以要用防潮包装来运输售卖。在过去，柿种大多是用铁罐售卖，现在基本是用铝箔和塑料包装袋，或者有拉链的密封袋，也有使用防割的塑料瓶包装的。

## 历史
1923年，新潟縣长冈市摄田屋町的浪花屋制果的创业者今井与三郎，用了被不为意踩扁了的小煎饼模具生产小煎饼、由此诞生了这种像弯曲了的小判形状的小吃。至于柿子种这个名字，是由于有顾客说它像柿子的种子而得来。
把花生米加入到柿子种中的做法，起源众说纷纭。第一种说法是，日本帝国酒店的酒吧，从1955年开始，在提供坚果时为了突出日本的印象，而在花生米中加入了柿子种。第二种说法是，龟田制果的直营店里，创业者的妻子值班时，一时兴起，把花生米和柿子种混在一起吃而逐渐流传开来。
龟田制果于1977年开始出售“新鲜包柿子种”（分开小袋来包装）。在这之前，只要打开包装袋，花生米的油分就开始氧化，味道不可避免下降，细分到每次的食用量来包装可以确保味道。以前都是以家庭全员为单位食用，而小袋包装可以作为个人消费或者爬山时候的小吃。
在80年代末90年代初，高度数啤酒的售卖合战“高度数战争”中，龟田制果的柿子种的销售额增加了差不多3倍，成为了公司的销售额首位产品。

## 在日本以外的发展

### 美国
龟田制果在2008年4月在美国的加利福利亚州，开始以“kakinotane”的名称来试卖柿子种。后来，因便于发音把名字改为“Kameda Crisps”并正式出售。美国版的柿子种结合美国人口味，使用伊利诺伊州产的大粒花生米，花生米原本也用盐来调味。而且产品迎合美国的健康潮流，以非油炸作为卖点。
在夏威夷，美浓屋果子制造本铺给现地的TAIYO Inc.提供了自有品牌（TOMOE），颜色以深色、黑色为主。如今在夏威夷的ABCstore和机场，都有TOMOE牌子的小吃出售。

### 中国
龟田制果于2003年于中华人民共和国山东省青岛成立子公司。为迎合中国人口味，特别推出麻辣味。产品最初只是出口到日本，到2009年，开始开拓中国本地市场。 

## 成就
2017年，被JAXA认证为宇宙日本食物。

## 脚注

### 出典
1. ↑  辞典 和菓子の世界 P.35
2. ↑  .   [2012-03-23]. （原始内容存档于2012-03-23）.
3. ↑  . COMZINE. NTTコムウェア. 2009-06-24  [2010-12-08]. （原始内容存档于2017-09-10） （日语）.
4. ↑  . 産経新聞.   [2008年10月12日]. （原始内容存档于2008年5月9日）.
5. ↑  テレビ朝日スーパーJチャンネル」2008年6月5日放送『「柿の種」アメリカ進出 新潟発"日本の味"が』より
6. ↑  .   [2017-10-03]. （原始内容存档于2021-01-21）.
7. ↑   (PDF).   [2017-10-03]. （原始内容 (PDF)存档于2017-08-11）.
8. ↑  宇宙飛行士のおやつ。「亀田の柿の種」がJAXAから宇宙日本食認証 的存檔，存档日期2017-10-17.